# Kuzmá Minin

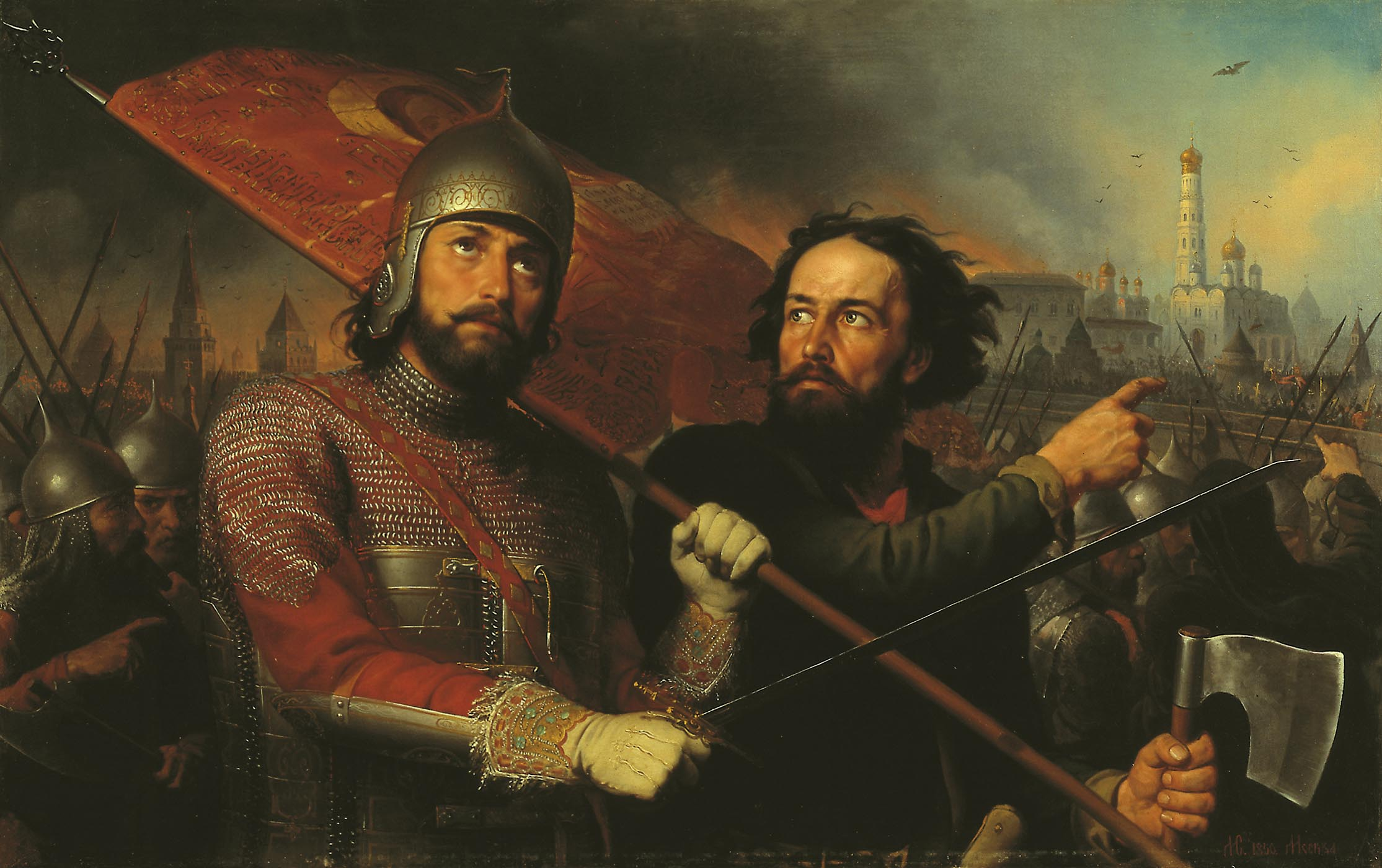
Kuzmá Minin (derecha) con el príncipe Dmitri Pozharski en una obra del.

Kuzmá Minin (o Kozmá en ruso: Кузьма (Козьма) Минин; nombre completo Kuzmá Mínich Zajáriev-Sujoruki, en ruso: Кузьма Минич Захарьев Сухорукий;; ? - 1616) fue un mercader de Nizhni Nóvgorod (Rusia), quien, juntamente con el príncipe Dmitri Pozharski, llegó a ser un héroe nacional por su papel en la defensa del país contra la invasión polaca de principios del siglo XVII.
Nacido en Balajna, Minin fue un próspero carnicero (comerciante de carne) de la ciudad de Nizhni Nóvgorod. Cuando el movimiento patriótico popular para la organización de un cuerpo de voluntarios en su ciudad fue formado, los comerciantes de la ciudad escogieron a Minin, un respetado miembro de confianza del gremio, para supervisar el uso de los fondos públicos donados por ellos para formar y equipar el segundo ejército de Voluntarios (Второе народное ополчение).
Al ejército comandado por el príncipe Dmitri Pozharski se le acredita la expulsión de las fuerzas polaco-lituanas del Kremlin de Moscú el 1 de noviembre de 1612. Minin se distinguió como un habilidoso comandante y fue nombrado noble y miembro de la Duma de Boyardos bajo el nuevo zar electo Miguel Románov. Murió en 1616 y fue enterrado en la Catedral del Arcángel de Nizhni Nóvgorod. Una plaza central de la ciudad lleva su nombre y el del príncipe Pozharski.

## Referencias

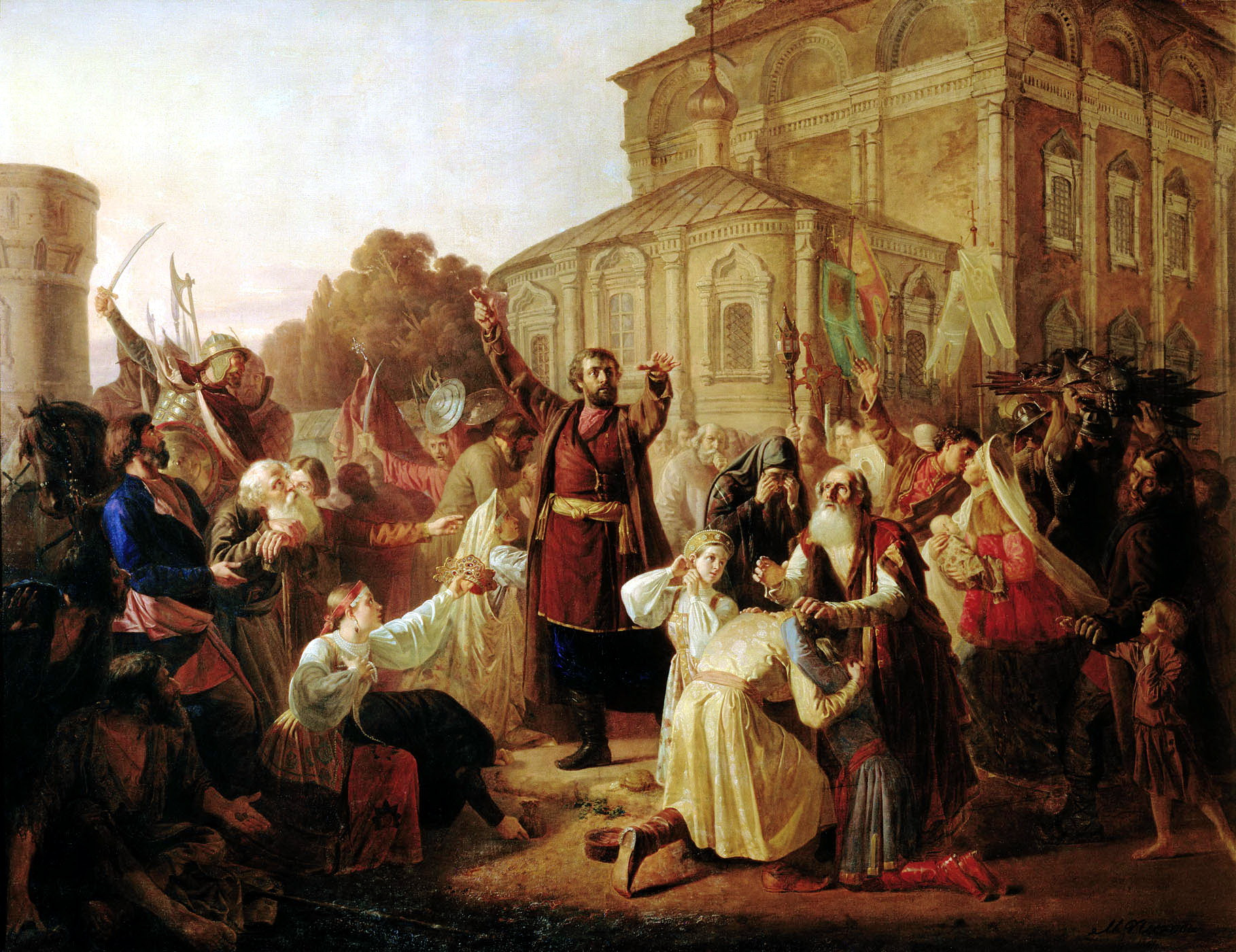
Llamada de Minin al pueblo de Nizhni Nóvgorod. Obra de Mijaíl Peskov, 1861.